# Superfície gaussiana
Uma superfície de Gauss, também chamada de superfície gaussiana ou simplesmente gaussiana neste contexto, é uma superfície fechada tridimensional e imaginária utilizada em eletromagnetismo para o cálculo do campo elétrico e fluxo elétrico por meio da lei de Gauss.